# Peeter Süda

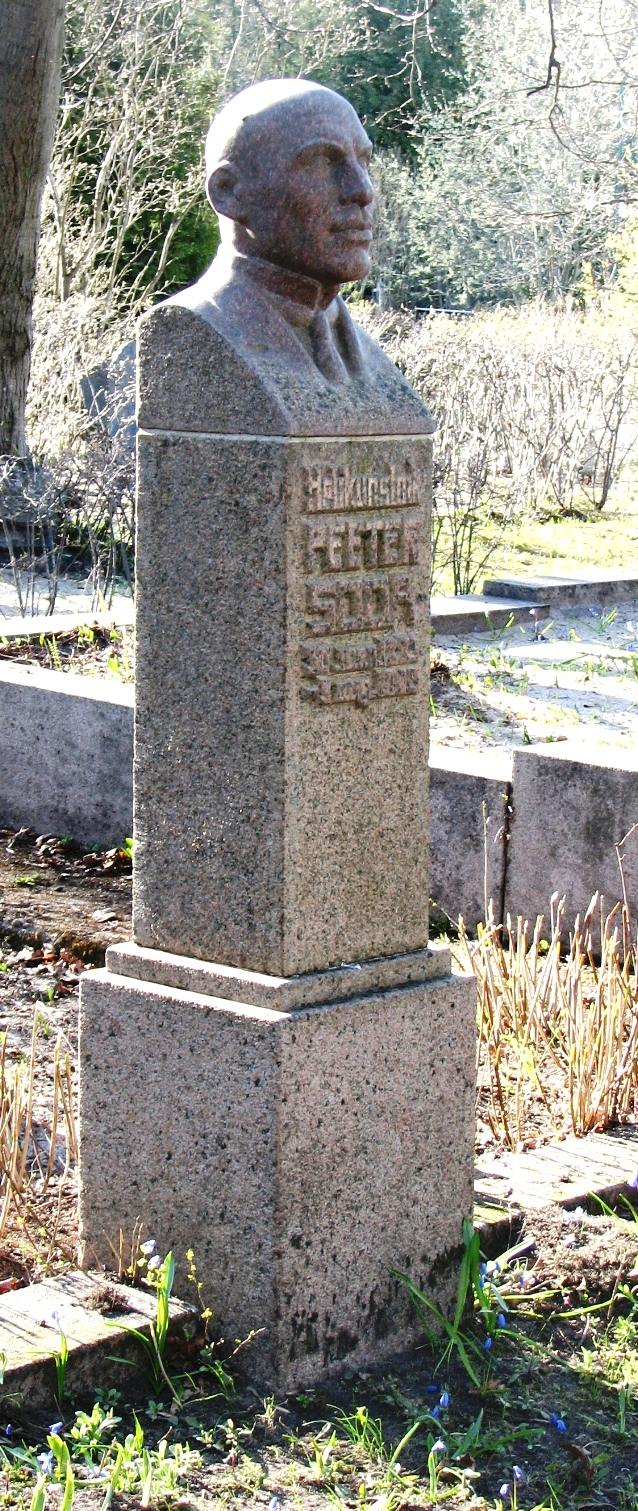
Peeter Südas Grabstein auf dem Tallinner Siselinna-Friedhof.

Peeter Süda (* 30. Januar 1883 in Atla, Landgemeinde Lümanda/Insel Saaremaa; † 3. August 1920 in Tallinn) war ein estnischer Komponist. Er ist besonders für seine Orgelmusik bekannt.

## Leben
Peeter Süda wurde in die Familie eines Landwirts geboren. Bereits die Eltern waren sehr religiös und musikalisch interessiert. Im Alter von fünf Jahren begann Peeter Süda mit dem Orgelspiel. Musikunterricht erhielt er vom örtlichen Küster.
Von 1902 bis 1910 studierte Süda das Fach Orgel am Sankt Petersburger Konservatorium, zunächst bei Louis Homilius (1845–1908), dann bei Jacques Handschin (1886–1955). Ab 1909 studierte er auch Komposition bei russischen Professoren.
In Sankt Petersburg lernte Süda den estnischen Komponisten Mart Saar (1882–1963) kennen, der ihn für das große Projekt zur Sammlung estnischer Volkslieder gewann, das unter der Ägide des Vereins Studierender Esten (estnisch Eesti Üliõpilaste Selts) durchgeführt wurde. In den Sommern der Jahre 1905 bis 1911 war Peeter Süda daran beteiligt. Allerdings verwendete er später in seinen eigenen Werken kaum Anleihen aus der estnischen Volksmusik.
1912 zog Süda nach Tallinn. Dort gab er Musikstunden und war als Organist tätig. Von 1919 bis zu seinem frühen Tod ein Jahr später unterrichtete Süda Orgel, Komposition und Musiktheorie an der Höheren Musikschule in der estnischen Hauptstadt.

## Werk
Peeter Süda schrieb hauptsächlich Orgelwerke. Die meisten blieben wegen seines frühen Tods unvollendet. Zentrale Stücke sind „Fuge f-moll“, „Ave Maria“, „Basso ostinato“, Scherzino, „Gigue à la Bach“, „Pastoraal“ und „Präludium und Fuge g-moll“. Daneben stammen von ihm einige Werke für Klavier sowie die Chorfuge „Linakatkuja“.